# Radetzky-Klasse
Die Radetzky-Klasse war eine Klasse von drei Schlachtschiffen (Semi-dreadnought) der Österreich-Ungarischen Marine (k. u. k. Kriegsmarine), die im Ersten Weltkrieg zum Einsatz kamen.

## Konstruktion
Am 18. Mai 1904 beschloss das Reichskriegsministerium in Wien den Bau einer neuen Klasse von Einheitslinienschiffen. Diese sollten als Antwort auf die italienischen Schiffe der Regina-Elena-Klasse entstehen. Die neue Klasse sollte alles übertreffen, was die Italiener bereits besaßen oder gerade bauten. Im Sommer 1905 wurde der Marinearchitekt Siegfried Popper mit dem Ausarbeiten verschiedener Entwürfe beauftragt. Außerdem wurde eine Kommission gegründet, welche die eingehenden Entwürfe prüfen sollte. Popper erstellte insgesamt fünf Entwürfe, die alle eine Hauptbewaffnung von vier, sechs und acht 28-cm- oder 30,5-cm-Kanonen vorsahen. Von den Entwürfen favorisierte Popper Entwurf D. Dieser hatte sechs 30,5-cm-Kanonen in vier Türmen und sechzehn 10-cm-Geschütze in Kasematten. Popper argumentierte, dass die Analyse der Schlacht von Tsushima darauf hindeutete, dass künftige Schlachten mit großen Kanonen auf größere Entfernungen ausgetragen werden würden, wodurch die Wirksamkeit von Schlachtschiffen mit unterschiedlicher Bewaffnung aufgehoben würde. Dennoch entschied sich die Kommission für Entwurf E. Dieser hatte vier 30,5-cm-Kanonen in Zwillingstürmen, acht 19-cm-Geschütze in Flügeltürmen und zwölf 10-cm-Kanonen in Kasematten. Die Verdrängung für den von Popper bevorzugten Entwurf hätte die von der Kommission geforderte maximale Verdrängung von 16.000 Tonnen überschritten. Außerdem würde es den Bau neuer Trockendocks erfordern, was weitere Kosten nach sich gezogen hätte. Im November legte Rudolf Montecuccoli dem österreichischen Reichsrat und dem ungarischen Landtag ein neues Marinebudget für den Bau von drei Schlachtschiffen mit einer Verdrängung von 14.500 Tonnen vor. Dieser wurde genehmigt und im September 1907 begann man mit dem Bau des ersten Schiffes.

## Liste der Schiffe
| Name                      | Bauwerft                              | Bestellung | Kiellegung         | Stapellauf         | Indienststellung | Verbleib                                                |
| ------------------------- | ------------------------------------- | ---------- | ------------------ | ------------------ | ---------------- | ------------------------------------------------------- |
| Radetzky                  | Stabilimento Tecnico Triestino Muggia | 1907       | 26. November 1907  | 3. Juni 1909       | 1. Oktober 1910  | 1919 Kriegsbeute USA, ab 1920 abgewrackt                |
| Erzherzog Franz Ferdinand | Stabilimento Tecnico Triestino Muggia | 1907       | 12. September 1907 | 30. September 1908 | 1. Juli 1910     | 1919 Kriegsbeute Italien, ab 1926 abgewrackt            |
| Zrínyi                    | Stabilimento Tecnico Triestino Muggia | 1907       | 15. November 1908  | 12. April 1910     | 1. Juli 1911     | 1919 Kriegsbeute USA später Italien, ab 1921 abgewrackt |

## Technische Beschreibung

### Rumpf
Die Schiffe hatten eine Gesamtlänge von 139 m, eine Länge zwischen den Loten von 131 m und eine Kielwasserlinie von 136,60 m. Die Breite betrug 25 m und der Tiefgang 8,10 m. Die Verdrängung lag zwischen 14.741 t und 16.099 t.

### Antrieb
Die Schiffe waren mit zwei Vierzylinder-Verbunddampfmaschinen ausgestattet, die jeweils eine Welle antrieben und insgesamt 19.800 PSi (14.800 kW) entwickelten, mit der sie eine Höchstgeschwindigkeit von 20,5 Knoten (38 km/h) erreichte. Der Dampf wurde von zwölf Yarrow-Wasserrohrkesseln geliefert. Das Schiff konnte maximal 1.370 t Kohle mitführen, was ihm bei 10 Knoten (19 km/h) eine Reichweite von 4.000 Seemeilen (7.400 km) ermöglichte. Die Besatzung des Schiffes bestand aus 876 Offizieren und Mannschaft.

### Bewaffnung

#### Hauptbewaffnung
Die Hauptbewaffnung bestand aus vier 30,5-cm-Kanonen in zwei Zwillingsgeschütztürmen vor und hinter den Aufbauten mit einem Gewicht von 439 t. Die 13 m langen Geschütze hatten einen Seitenrichtbereich von −140 bis +140 Grad. Die Kanonen selbst wogen 54.250 kg und hatten bei einer maximalen Elevation von 20° und einer Mündungsgeschwindigkeit von 800 m/s eine Reichweite von 18.200 m. Sie verschossen 450 kg schwere Granaten mit einer Kadenz von etwa zwei Schuss pro Minute.

#### Sekundärbewaffnung
Die Sekundärbewaffnung setzte sich aus acht 24-cm-Kanonen in vier Zwillingsgeschütztürmen mit einem Gewicht von 239 t. zusammen. Die Geschütze befanden sich mittschiffs mit zwei Türmen an jeder Breitseite. Die Kanonen hatten einen Seitenrichtbereich von 260 Grad. Die Kanonen selbst wogen 27,7 t und hatten bei einer maximalen Elevation von 20° und einer Mündungsgeschwindigkeit von 800 m/s eine Reichweite von 12.000 m. Sie verschossen 215 kg schwere Granaten mit einer Kadenz von 2,5 Schuss pro Minute.